# Petites Halles de Tanlay
Les petites Halles de Tanlay sont situées sur la commune de Tanlay, dans le département de l'Yonne, en France.

## Localisation
En partie nord du village, les deux halles sont placées de part et d'autre de l'entrée de l'allée de tilleuls, laquelle mène au château.

## Description
Elles sont identiques avec toit à trois pentes à petites tuiles plates et soutenu par six piliers en bois montés sur de petits socles de pierre.

## Historique
Les halles ont été construites au XVIe siècle sur ordre de Louise de Monmorency, châtelaine de Tanlay. 
Les édifices sont inscrits au titre des monuments historiques par arrêté du 5 mars 1970.